# Lawson Tama Stadium
Lawson Tama Stadium – to wielofunkcyjny stadion w Honiarze na Wyspach Salomona. Jest obecnie używany głównie do meczów piłki nożnej. Stadion jest wyjątkowy, ponieważ został zbudowany na zboczu i dlatego nie ma oficjalnej pojemności. Na stadionie również organizowano zawody lekkoatletyczne, tak w lipcu 1981 był gospodarzem Inaugural Mini South Pacific Games. Swoje mecze rozgrywają na nim reprezentacja Wysp Salomona w piłce nożnej oraz drużyny piłkarskie Hana FC, Koloale FC, Kossa FC, Malaita Kingz FC, Marist Fire FC i Real Kakamora FC. Stadion może pomieścić 22 000 widzów.